# Прыжки в воду на летних Олимпийских играх 1984
Соревнования по прыжкам в воду на летних Олимпийских играх 1984 года проходили на Олимпийском плавательном стадионе в кампусе Университета Южной Калифорнии.
Трёхкратный чемпион мира Грег Луганис очень уверенно выиграл обе дисциплины, став первым мужчиной с 1928 года, кому удался подобный «дубль» на Олимпийских играх.
Именно с этой Олимпиады началось восхождение китайских прыгунов на вершину доминирования.

## Общий медальный зачёт
| Место | Страна | Золото | Серебро | Бронза | Всего |
| ----- | ------ | ------ | ------- | ------ | ----- |
| 1     | США    | 2      | 3       | 3      | 8     |
| 2     | Китай  | 1      | 1       | 1      | 3     |
| 3     | Канада | 1      | 0       | 0      | 1     |

## Медалисты

### Мужчины
| Дисциплина   | Золото           | Серебро          | Бронза               |
| ------------ | ---------------- | ---------------- | -------------------- |
| Трамплин 3 м | Грег Луганис США | Тань Ляндэ Китай | Рональд Мерриотт США |
| Вышка 10 м   | Грег Луганис США | Брюс Кимболл США | Ли Кунчжэн Китай     |

### Женщины
| Дисциплина   | Золото                | Серебро             | Бронза              |
| ------------ | --------------------- | ------------------- | ------------------- |
| Трамплин 3 м | Сильвия Бернье Канада | Келли Маккормик США | Кристин Зойферт США |
| Вышка 10 м   | Чжоу Цзихун Китай     | Мишель Митчелл США  | Венди Виланд США    |